# Dniprowa Tschajka

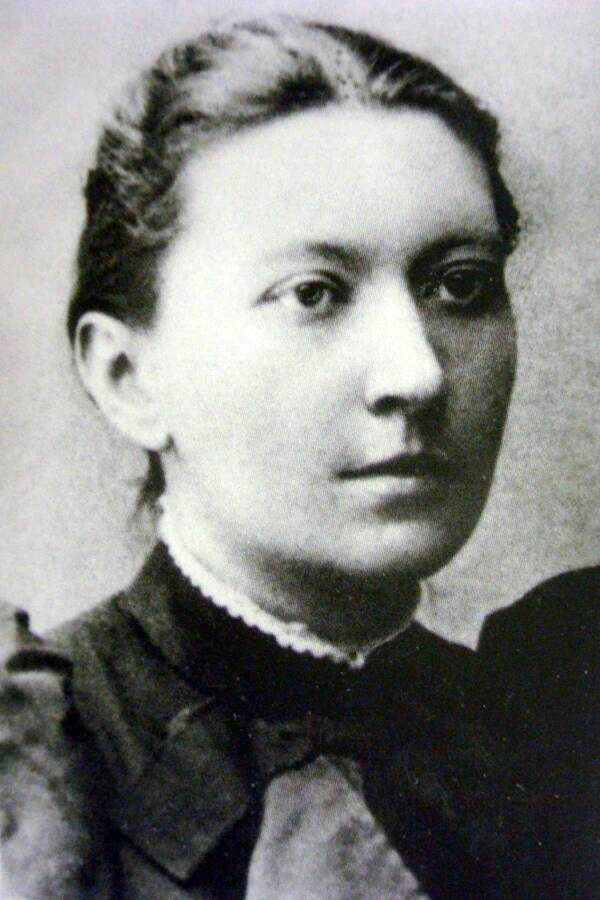
Dniprowa Tschajka

Dniprowa Tschajka (ukrainisch Дніпрова Чайка; Pseudonym von Ljudmyla Wassylewska-Beresina (Людмила Олексіївна Василевська-Березіна); * 20. Oktoberjul. / 1. November 1861greg. in Karliwka, Gouvernement Cherson, Russisches Kaiserreich; † 13. März 1927 in Hermaniwka, Okrug Kiew, Ukrainische SSR) war eine ukrainische Schriftstellerin und Dichterin. Sie schrieb zahlreiche Kurzgeschichten, Gedichte und die Libretti zu den Kinderopern von Mykola Lyssenko.

## Leben
1879 schloss sie ihre schulische Ausbildung am privaten Frauengymnasium in Odessa ab und studierte in Folge intensiv die ukrainische Sprache und Literatur, darunter die Werke von Taras Schewtschenko. 1885 heiratete sie den ukrainischen Schriftsteller und Aktivisten Feofan Wassylewskyj (Феофан Олександрович Василевський 1855–1912) und veröffentlichte unter dem Pseudonym Dniprowa Tschajka ihre ersten Gedichte Wistotschka (Вісточка) und  Pisnja (Пісня). Im Jahr 1905 wurde sie auf Grund ihrer Schriften verhaftet. Sie starb 1927 65-jährig in Hermaniwka bei Kiew und wurde auf dem Baikowe-Friedhof in Kiew beerdigt. Sammlungen ihrer Werke wurden 1929  und 1931 veröffentlicht.

## Ehrungen
Anlässlich des 150. Geburtstages von Dniprowa Tschajka im Jahr 2011 gab die ukrainische Nationalbank eine Fünf-Hrywnja-Gedenkmünze mit ihrem Porträt heraus.